# Lac de la Case
Le lac de la Case se trouve en Haute-Savoie sur la commune de Bernex, dans le Chablais français. Il est aussi appelé lac Sud de la Case par opposition au lac Nord de la case qui se trouve à une trentaine de mètres au nord mais qui est quasiment comblé.

## Toponymie
Le mot « casa » signifie « chalet » ou « maison » en savoyard,. Il tient son nom de la présence d'un ancien chalet situé à l'ouest, le long du chemin menant aux deux lacs, et dont seuls les fondations subsistent aujourd'hui.

## Géographie

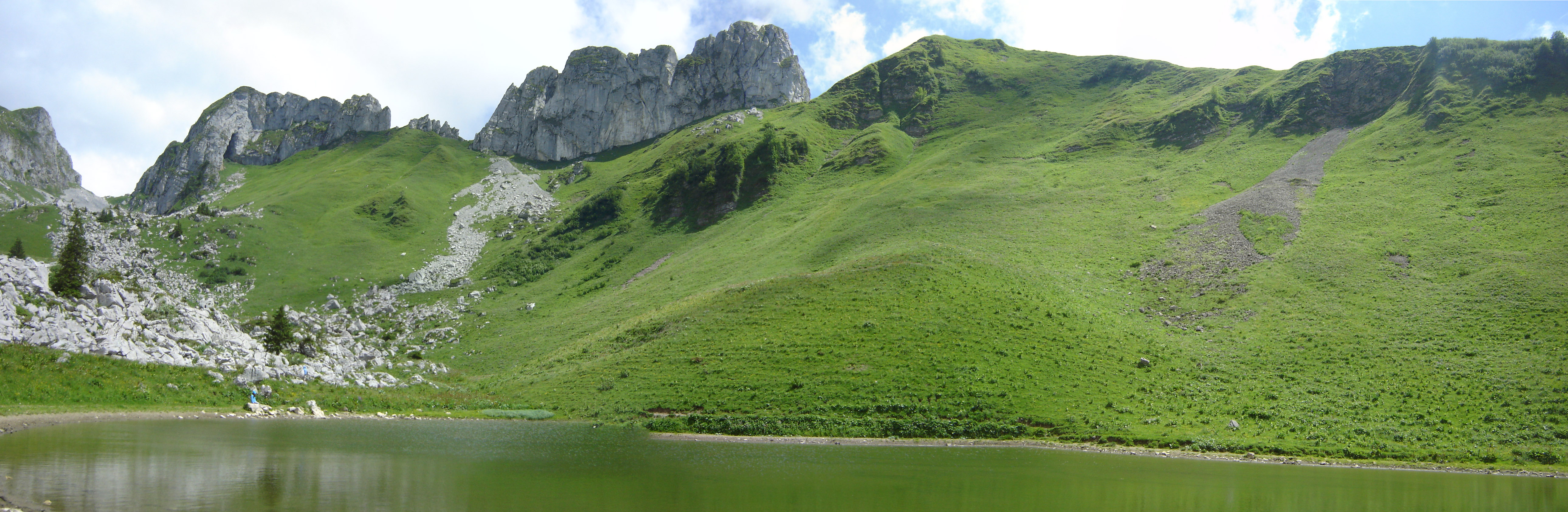
Panorama depuis le lac Sud.

Les deux lacs de la Case forment deux cuvettes délimitées à l'est par un champ d'éboulis provenant des aiguilles de Darbon. Le lac Sud est de forme ovale et ne présente pas d'alimentation. Le lac Nord est quasi circulaire et a été totalement envahi par une végétation qui l'a entièrement comblé. Ils sont délimités par un seuil haut de 20 cm.

### Géologie
Les deux lacs de la Case se situent au Sud d'un plan de faille délimitant le compartiment château d'Oche-dent d'Oche de celui du mont de Chillon au sein de la nappe des Préalpes médianes plastiques. ils reposent sur des séries marno-calcaires du Jurassique inférieur. Le lac Nord pourrait même se situer à cheval entre ces séries de trias dolomitique mais c'est l'épaisse couche de moraine imperméable qui explique la présence de ces deux lacs.

### Hydrologie
Le lac Sud semble être alimenté par des infiltrations sous-lacustres qui sont en équilibre avec l'évapotranspiration. Autrefois, les deux plans d'eau formaient un seul et même lac. L'eau était évacuée par un entonnoir qui se situe à l'angle sud-ouest du lac Nord puis s'écoulait dans un vallon en direction des chalets d'Oche. Le comblement du lac Nord résulte de l'apparition d'un exutoire souterrain qui a entrainé sa vidange et restreint le plan d'eau à la cuvette sud. En raison de sa modeste profondeur, le lac Sud présente une faible inertie thermique et se retrouve couvert d'une couche de glace plus ou moins épaisse à la saison froide. Enfin la source située en contrebas sur le chemin d'accès ne serait pas connectée aux lacs et serait alimentée par le bassin versant en amont de ceux-ci.